# Чемпіонат Буковини з хокею 1940

## Історія
Інформації про турнір "Регіональної Ліги Півночі" сезону 1940 вкрай обмаль. Напевно відомо про участь в ньому «Драгош Воде» і ТВ «Ян».
В наступному році, з початком радянської окупація, кращі чернівецькі хокеїсти, що не подалися до еміграції, взяли участь у першому чемпіонаті Української РСР з гокею.

## Підсумкова класифікація
| Місце | Команда                | І | В | Н | П | Ш   | О |
| ----- | ---------------------- | - | - | - | - | --- | - |
| 1     | «Драгош Воде» Чернівці | 1 | 1 | 0 | 0 | 7-1 | 2 |
| 2     | ТВ «Ян» Чернівці       | 1 | 0 | 0 | 1 | 1-7 | 0 |
| ?     | ?                      | ? | ? | ? | ? | ?-? | ? |

## Міжнародні змагання
В румунській першості «Драгош Воде» посів IV місце, а ТВ «Ян» поділив V-VI сходинки.

## Товариські матчі
12 січня цього ж року «Драгош Воде» зіграв товариську гру з угорським «Ференцварошем» і поступився з рахунком 1:6.

## Склади команд
«Драгош Воде» Чернівці: ...; Вільгельм Сук (?, 2), Антон Паненка (?, 2), Садовський ІІ (?, ?), Гарда (?, 1), Єречинський (?, 1), Віммер (?, 1), ...

ТВ «Ян» Чернівці: ...; Дітріх (?, 1), ...